# Tirà cardenal comú
El tirà cardenal comú (Pyrocephalus rubinus) és un ocell passeriforme de la família dels tirànids.

## Descripció
Mesura aproximadament 13 cm. El mascle té el plomall vermell, antifaç negre, gola vermella, abdomen i pit vermells, dors gris, ales negres, cua negra i pic negre. La femella i els exemplars joves són d'un color gris cendra amb taques blanques per tot el cos excepte a la part de l'abdomen, que és d'un color ataronjat; també posseeixen el bec de color negre.

## Alimentació
S'alimenta especialment d'insectes que caça generalment en vol.

## Hàbitat
Habita en camps oberts, muntanyes, entre la vegetació aquàtica i en les ribes dels boscos.

## Distribució geogràfica
A Amèrica es distribueix per Argentina, Brasil, Uruguai, Mèxic i Estats Units. A la província de Buenos Aires després de la reproducció migra cap al nord i arriba a Colòmbia i Veneçuela.